# Chiantla
Chiantla est une ville du Guatemala dans le département de Huehuetenango.

## Géographie
La ville se trouve dans la banlieue de la capitale du département, Huehuetenango, à laquelle elle est adjacente ; elle se situe au bout de la route RN-9N qui traverse la capitale.

## Démographie
Les estimations projetées de la population pour 2024 sont de 95 796 habitants, ce qui en fait la troisième plus grande ville du département après la capitale Huehuetenango et Santa Cruz Barillas. Au recensement de 2018, la population était de 87 947 habitants.

## Religion
Un temple mormon se trouve à Chiantla.